# Chrysopilus pingxianganus
Chrysopilus pingxianganus är en tvåvingeart som beskrevs av Yang 1992. Chrysopilus pingxianganus ingår i släktet Chrysopilus och familjen snäppflugor. Inga underarter finns listade i Catalogue of Life.